# Lepidisis solitaria
Lepidisis solitaria is een zachte koraalsoort uit de familie Isididae. De koraalsoort komt uit het geslacht Lepidisis. Lepidisis solitaria werd in 1976 voor het eerst wetenschappelijk beschreven door Grant. 